# لنین در لهستان
لنین در لهستان (روسی: Ленин в Польше) یک فیلم درام روسی یخ کارگردانی سرگئی یوتکویچ است که در سال ۱۹۶۶ منتشر شد. سرگئی یوتکویچ در جشنواره فیلم کن ۱۹۶۶ برندهٔ جایزه بهترین کارگردان جشنواره کن شد.

## گزیدهٔ بازیگران
- ماکسیم اشترائوخ در نقش ولادیمیر لنین
- آنا لیسیانکایا در نقش نادژدا کروپسکایا
- ایلونا کوشمیرسکا
- لودویک بنوآ
- ادموند فتینگ
- تادئوش فی‌یفسکی
- گوستاو لوتکیه‌ویچ
- واندا یاکوبینسکا
- کاژیمیش رودزکی در نقش کشیش